# Lajkonik

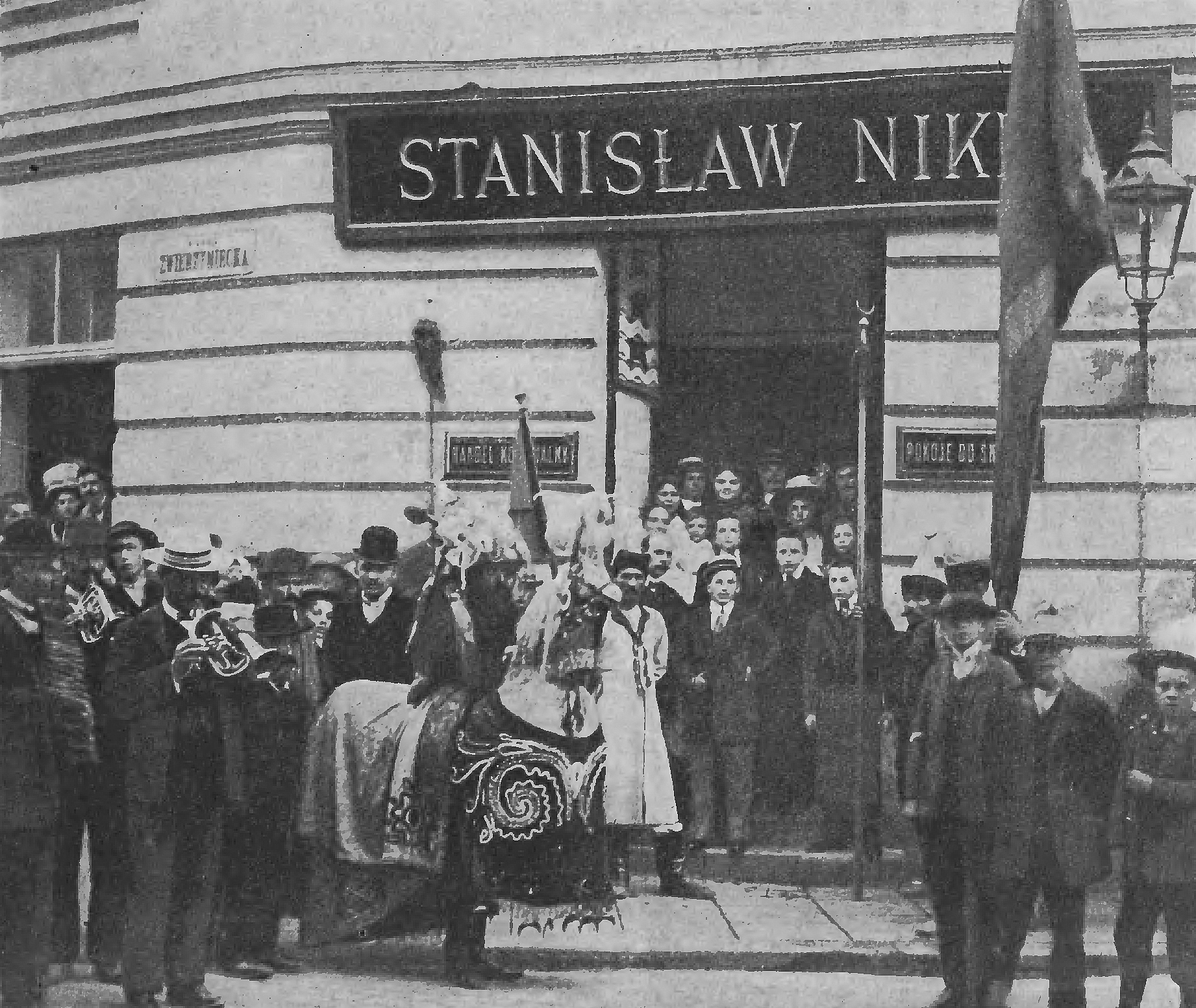
Konik Zwierzyniecki przy ul. Zwierzynieckiej w Krakowie (1910)

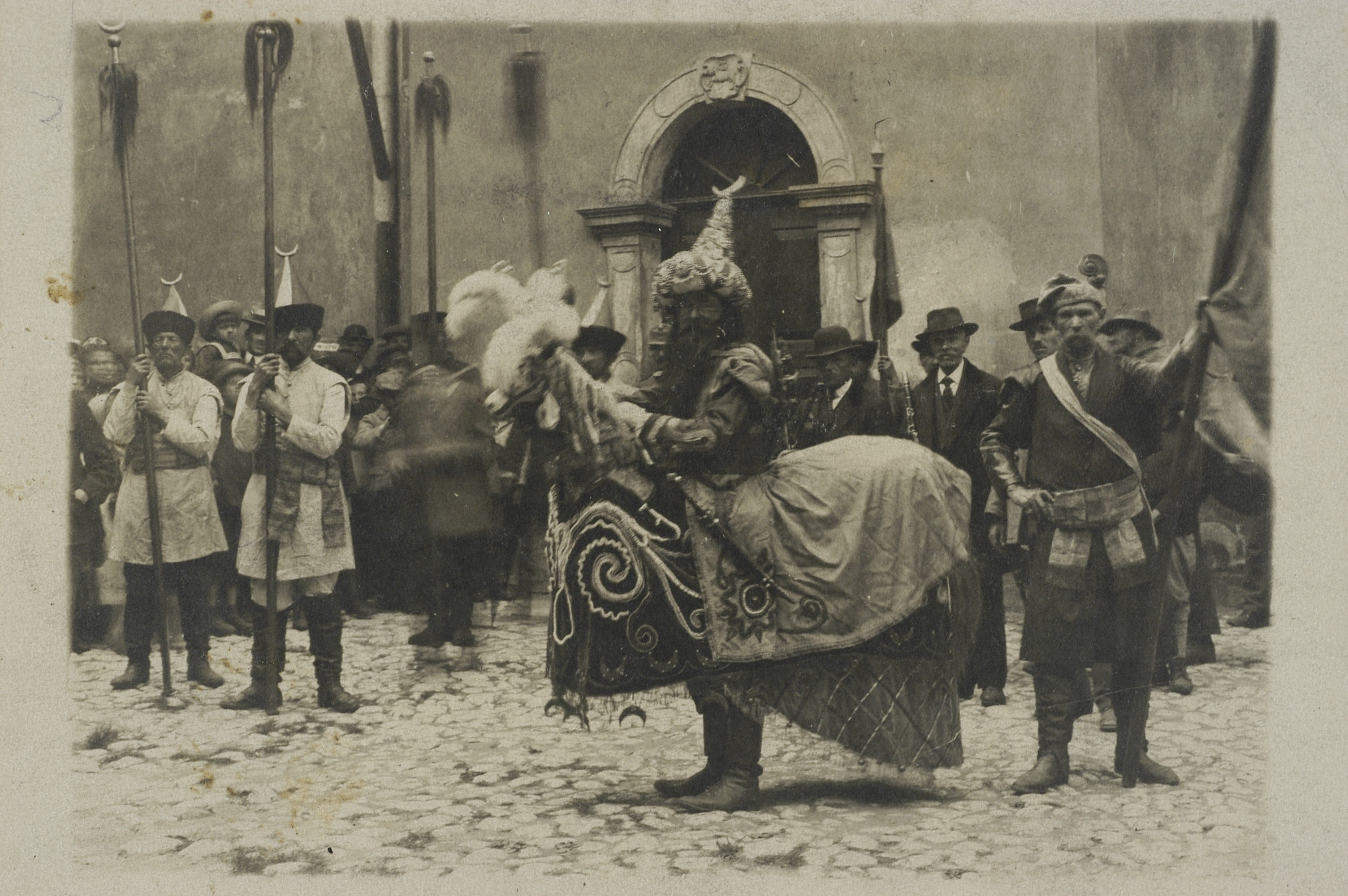
Lajkonik i włóczkowie przed klasztorem ss. norbertanek (przed 1939)

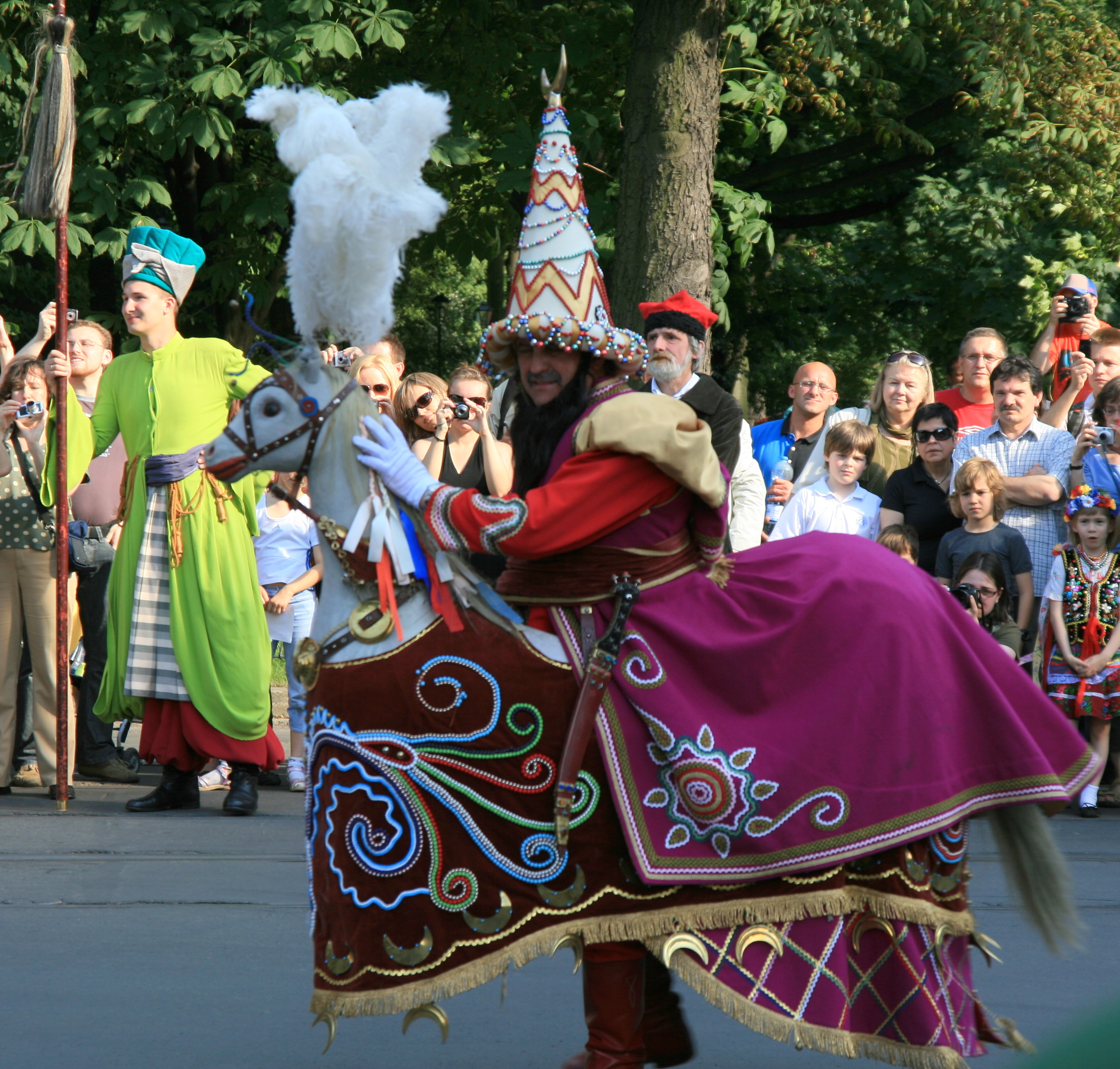
Lajkonik pod Filharmonią (18 czerwca 2009)

Pochód Lajkonika, Harce Lajkonika – ludowa zabawa, która odbywa się w Krakowie co roku w oktawę Bożego Ciała (w pierwszy czwartek po święcie Bożego Ciała). Główny bohater zabawy – lajkonik (konik zwierzyniecki, tatarzyn) – brodaty jeździec w pseudoorientalnym stroju poruszający się na sztucznym koniku z drewna przytwierdzonym do pasa, przemierza tradycyjny szlak ze Zwierzyńca na Rynek Główny w Krakowie w towarzystwie kapeli Mlaskotów oraz orszaku włóczków odzianych w stroje krakowskie i „tatarskie”. W 2014 roku zabawa została wpisana na Krajową listę niematerialnego dziedzictwa kulturowego.

## Pochodzenie nazwy „Lajkonik”
W kronikach klasztoru norbertanek pojawia się sformułowanie dobosz z konikiem. Ambroży Grabowski pisze o turku na koniu, a Konstanty Majeranowski o człowieku po tatarsku ubranym. Po raz pierwszy słowo lajkonik zanotował w 1866 roku archeolog Józef Łepkowski.
Według folklorysty Juliana Krzyżanowskiego słowo lajkonik wywodzi się ze staroniemieckiego słowa lai oznaczającego bractwo cechowe. Tożsame tłumaczenie podawane jest we współczesnym Słowniku mitów i tradycji kultury Władysława Kopalińskiego. Według innego przypuszczenia jest to skrót okrzyku lej (czyli: bij!), którym zachęcano tatarzyna do rozdawania ciosów buławą, lub też Hulaj!. W podobny sposób Walery Eljasz-Radzikowski wywodził przedrostek -laj jako relikt wyrażeń hulaj bądź hasaj.
Niektórzy badacze (Ludwik Krzywicki) twierdzili, że źródłosłów lać – lej wynikał z oblewania ludzi wodą (dyngusem), co miał rzekomo czynić tatarzyn w przeszłości; jeszcze inni (Ludwik Młynek) wyprowadzają wyraz laj z niemieckiego „Lauf”, „läuf”, jak mieli na konika wołać dawni niemieckojęzyczni mieszkańcy miasta, a także z „Leibpferd” (co z języka niemieckiego tłumaczyć można jako postać bądź obrzęd; zwolennikiem tej teorii był Szymon Matusiak) i „heiliger König”. Istnieje też prawdopodobieństwo, że nazwa ta dotarła do Krakowa ze Śląska, gdzie w miejscowej mowie wiosenny obchód króla majowego nazywano słowem „Leichkonik” (König = król). Oskar Kolberg kojarzy słowo lajkonik z bliskim mu wyrazem lalkonik, będącym hybrydą słów lalka-koń.

## Historia pochodu

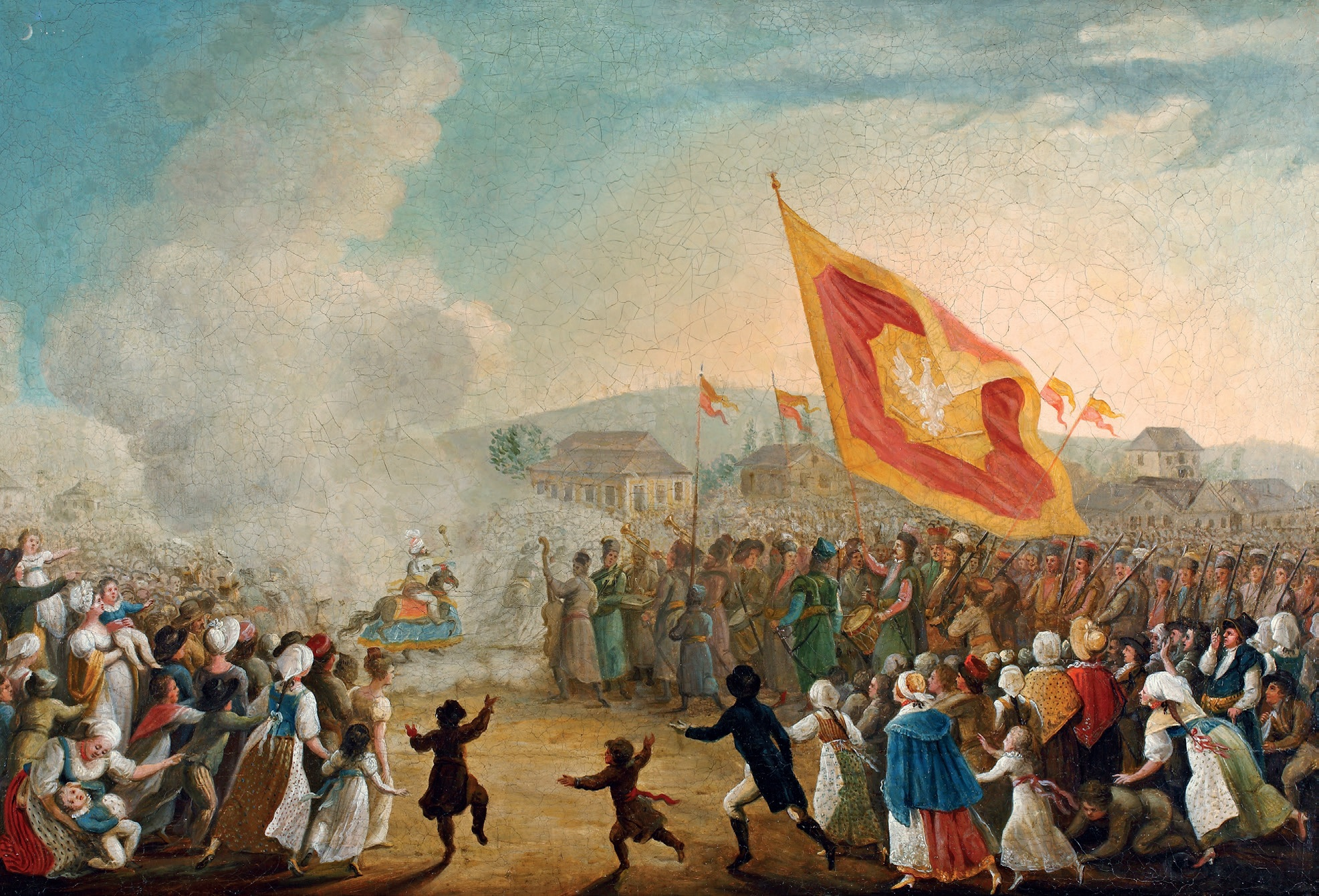
Michał Stachowicz, Obchód lajkonika, 1818, Muzeum Historyczne Miasta Krakowa

Pochód urządzali zwierzynieccy włóczkowie, którzy od XIII lub XIV wieku tworzyli bractwo zajmujące się m.in. spławianiem drewna na potrzeby kopalń soli w Bochni i Wieliczce. Włóczkowie przez długi czas brali udział w procesji Bożego Ciała organizowanej przez ss. norbertanki w kościele Najświętszego Salwatora w Zwierzyńcu. Najstarsza wzmianka potwierdzająca ten fakt pochodzi z 13 czerwca 1700 roku – w aktach klasztoru zapisano pod tą datą, że po procesji Bożego Ciała w Zwierzyńcu włóczkowie zwyczajnie na podworcu grali. Natomiast pierwsza wzmianka o pochodzie konika zwierzynieckiego pochodzi z roku 1738. Jest to informacja o bójce, która wybuchła wśród uczestników pochodu podczas uczty w domu prymasa włóczków, Tomasza Miernikowicza.
Po III rozbiorze bractwo włóczków przestało istnieć, lecz coroczny pochód nadal się odbywał; z biegiem czasu harce podczas Bożego Ciała stały się zabawą tak wesołą, że biskup sufragan krakowski Józef Olechowski uznał, iż nie licuje ona z powagą religijnego święta i w maju 1787 roku nakazał by bractwa i cechy brały udział w procesji bez wymysłów, bez strojów dziwacznych lub nadto światowych, albo do śmiechu pobudzających, ale aby były podług myśli i ustaw Kościoła Bożego, zagrzewająca do cnót chrześcijańskich i pobożności. Odtąd konik wraz orszakiem nie miał już prawa wstępu na krakowski Rynek i po przybyciu z dziedzińca klasztoru norbertanek w okolice Bramy Wiślnej kontynuował harce przed pałacem biskupim.
Przez pierwszą połowę XIX stulecia finansowo wspierały obchód norbertanki. W drugiej połowie tego wieku, finansowania uroczystości podjął się magistrat, a samą organizacją zajmowali się Micińscy – rodzina ogrodników z Półwsia Zwierzynieckiego, potomków dawnych włóczków. W ostatnich latach XIX wieku władze miejskie zobowiązały nowo powstałe Towarzystwo Miłośników Historii i Zabytków Krakowa do czuwania nad pochodem i uregulowała zasady współpracy z rodziną Micińskich przy jego organizacji. Ustalono, że w skład zespołu obok samego lajkonika, kapeli i chorążego wchodzić będzie 14 członków asysty, a rekwizyty będą przechowywane w Archiwum Akt Dawnych Miasta Krakowa. Opieka towarzystwa zaczęła przynosić dobre rezultaty. W roku 1900 sprawiono nową chorągiew, z herbem miasta na niebieskim tle z jednej strony, i z białym orłem z drugiej. W roku 1901 Tatarzyn otrzymał nowego „konika”. Drewniany korpus ofiarowała firma Rudolf Weil i Sp. w Krakowie, a rzeźbiarz z Dębnik za 8 florenów dorobił doń głowę i szyję.

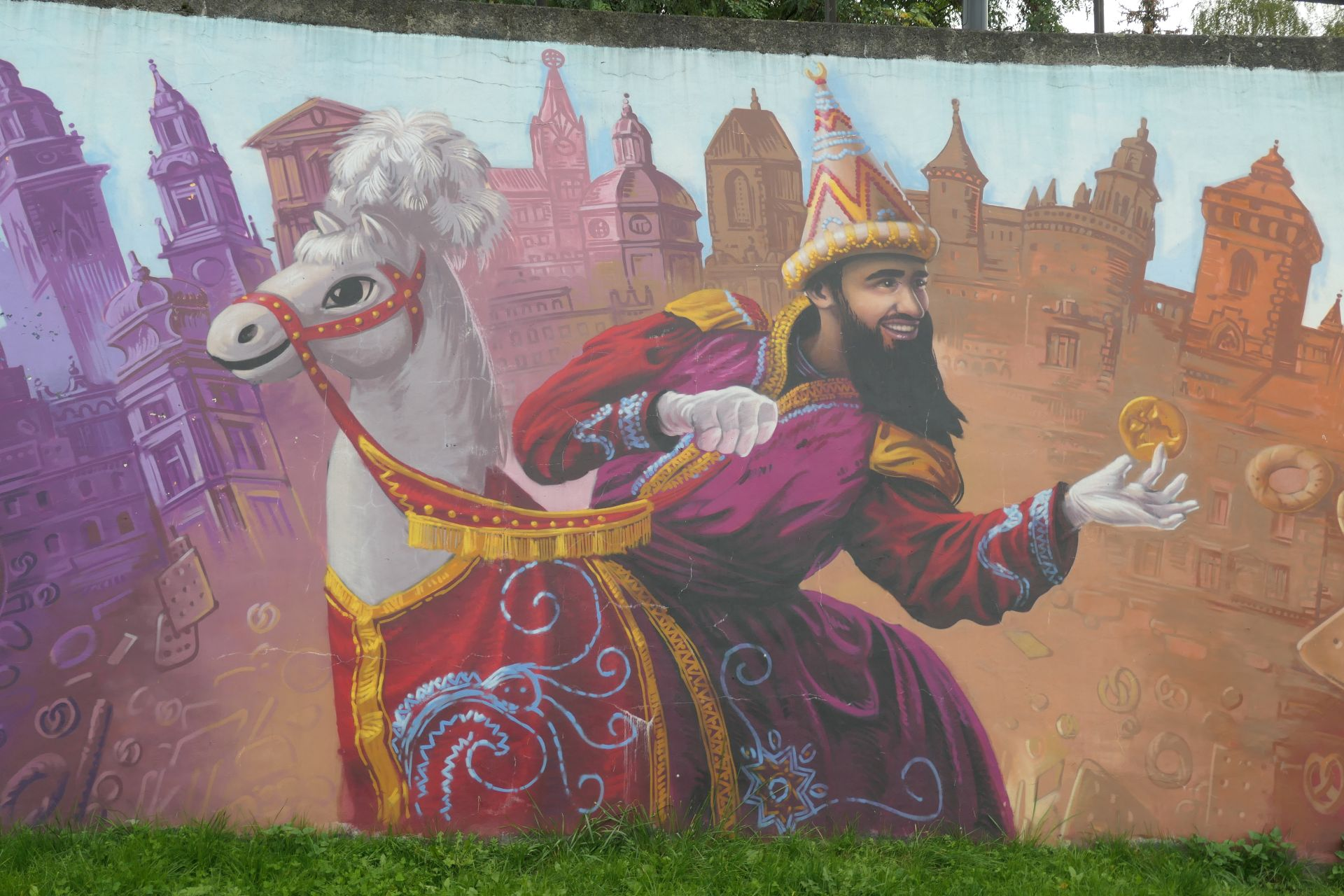
Mural przedstawiający Lajkonika wykonany na bulwarze Wołyńskim w Krakowie. Fot. Mateusz Drożdż

## Problem genezy
Spory dotyczące początków pochodu lajkonika sprowokowane zostały przez pisarza Konstantego Majeranowskiego, który 9 czerwca 1820 roku opublikował w wydawanym przez siebie piśmie Pszczółka Krakowska artykuł pt. Konik w Krakowie. W tekście tym po raz pierwszy pojawia się legenda o zwierzynieckich włóczkach, opisująca wydarzenia, które według autora miały dać początek tradycji corocznych lajkonikowych harców.

…około 1281, pod nieszczęśliwem panowaniem Leszka Czarnego, Tatarzy potrzeci raz grasując w Polsce, podsunęli się aż pod sam Kraków, który już sza Bolesława Wstydliwego dwakroć ogniem i mieczem pustoszyli. Właśnie pod czas procesji Bożego ciała, dano znać do miasta, że znaczny oddział tej hordy, popełnia gwałty i rabunki na przedmieściach Zwierzyńca. Chwilowa trwoga ogarnęła umysły ludu; płacz, narzekanie kobiet, starców i dzieci, rozlegał się na około.\; myślano już zdać się na litość krwawych najezdców, których pożoga i mordy jedynem były hasłem; że nawet w zdolnych do boju, zachwiało się zęzowo. W tym jeden z pomiędzy Włóczków Zwierzynieckich, zagrzany odwagą bohatera, porywa za chorągiew, której dotąd jest godłem Orzeł Biały, i krzyknąwszy na swoich: „Za mną bracia! Uderzmy na tych zbójców! Gińmy, a niedozwólmy im bezkarnie nachodzić ziemi naszej!” obudza powszechny zapał, i na czele uzbrojonego ludu, pospiesza na Zwierzyniec. W kilku godzinach zasłano trupami nieprzyjaciół nadbrzeża Wisły, która się krwią ich zarumieniła; a waleczny dowódzca, przystrojony od ludu w ubiory zabitego naczelnika Połańców; z trjumfem prowadzony do miast, witany z okrzykami radości w tem samem prawie miejscu (przy niegdy Wiślnej brami) w którey się dzisiaj łączy, z powracającą z processyi Włóczków chorągwią (…).
Pielgrzym z Tęczyna [Konstanty Majeranowski], Konik, w: „Pszczółka Krakowska” 1820, nr 47, t. 3, s. 195.

Wyjaśnienie podane przez Majeranowskiego nie zyskało akceptacji i od połowy XIX stulecia pojawiały się głosy tłumaczące początki zabawy w inny sposób. Koncepcje te zrekapitulował Franciszek Gawełek w swojej pracy pt. Konik Zwierzyniecki.
- Według pierwszej koncepcji początków harców konika zwierzynieckiego należy szukać w historycznym wydarzeniu, którym są napady tatarskie na Kraków w XIII wieku. Poza samym Majeranowskim skłaniał się ku niej archeolog Józef Łepkowski w swym dziele Przegląd tradycyj..., wyrażając przypuszczenie, iż zwierzyniecki konik jest pamiątką obrony Ołomuńca przed Tatarami i jej bohatera Zdzisława ze Szternberku. Zwrócił on również uwagę, iż obrona ta przypadła właśnie w okolicach Bożego Ciała w roku 1241[c]. Owo zwycięstwo Morawian miało być w Krakowie przyjęte z ogromną radością, której skutkiem była zabawa z konikiem, co w późniejszych czasach włączono w procesję Bożego Ciała[10].

- Druga koncepcja upatruje źródeł zwyczaju w obrzędach pogańskich. Skłaniał się ku niej np. Oskar Kolberg[11], a także J.A. Wiślicki, który wskazywał na podobieństwa lajkonika do obrzędu koniarza, który we wsiach w okolicach Krakowa urządzano w niedzielę palmową (kwietną)[12]. Inny etnograf, ks. Władysław Siarkowski, uznawał zwierzyniecki pochód za pozostałość po dawnej uroczystości ku czci Światowida. Podobnego zdania był Józef Szujski. Z kolei Ludwik Krzywicki uznawał pochód za prehistoryczny i pozostałość pradawnego kultu zwierząt, ale wskazywał również na paralelizm legendy o tatarskim napadzie z francuskim podaniem o napadzie i wypędzeniu Maurów.

- Według trzeciej koncepcji, głoszonej m.in. przez Walerego Eliasza Radzikowskiego lajkonik jest pozostałością po średniowiecznych misteriach i zabawach cechowych; w wiekach średnich – jak argumentował Radzikowski – uroczyste obrzędy kościelne łączono często z ludowymi zabawami i teatralnymi popisami, „półkomicznymi misteriami” w których elementy religijne mieszały się ze świeckimi, rubasznymi i zaczerpniętymi z codziennego życia[13]. Podobnego zdania był Leonard Lepszy, który podkreślał związek konika z religijnymi obrzędami norbertanek na Zwierzyńcu. Lajkonik, w swoim orientalnym stroju, ma wywodzić się z postaci przedstawianego w widowiskach kościelnych króla Melchiora lub Kaspra, który przybywa na rumaku ze Wschodu. Wystawianie takich widowisk, z początku było rzeczą duchowieństwa, ale z czasem przejęte zostało przez cechy rzemieślnicze i świeckie bractwa takie jak kongregacja włóczków zwierzynieckich. Z biegiem lat główny temat widowisk poszedł w zapomnienie, a na plan pierwszy wysunął się pierwiastek ludyczny i pod koniec XVIII wieku obrzęd lajkonika usamodzielnił się, tracąc sakralny charakter. Z kolei Aleksander Brückner widział w tradycji lajkonika pozostałość po kolonistach niemieckich przybyłych do Krakowa w XIII wieku.

- Inni badacze uznawali lajkonika za zjawisko nowe, powstałe w końcu XVIII wieku, a nawet za całkowicie wymyślone i spreparowane przez Majeranowskiego[14]. Anonimowy autor, prawdopodobnie Karol Estreicher[14], zarzucał mu, że w czasach I Rzeczypospolitej nikt nie słyszał o lajkoniku, a dopiero w za pierwszych lat Rzeczypospolitej Krakowskiej, by podnieść ducha, „odnawiano” rzekomo stare tradycje i tworzono nowe. Majeranowski miał podejrzeć podobny zwyczaj, przebywając w kręgach wojskowych we Francji, i spreparować podanie o Tatarach, by wzmocnić uczucia patriotyczne i podnieść samoświadomość ludu[15]. Według Ambrożego Grabowskiego lajkonik to „starożytny” zwyczaj, który z biegiem czasu został zapomniany i dopiero w czasach Księstwa Warszawskiego na podstawie jakiego mglistego podania wznowiony został[16].

## Współczesny przebieg pochodu
Harce lajkonika rozpoczynają się już przed południem, około godziny 10.00, gdy tatarzyn, wraz z chorążym niosącym sztandar, orszakiem włóczków uzbrojonych w buńczuki i kapelą Mlaskotów opuszcza siedzibę Muzeum Historycznego Miasta Krakowa. Następuje wówczas pierwszy taniec i „obijanie” pracowników muzeum buławą.
Pochód Lajkonika zaczyna się w południe, na Półwsiu Zwierzynieckim, na dziedzińcu Wodociągów Krakowskich przy ulicy Senatorskiej 1, instytucji, której pracownicy kontynuują tradycje krakowskich włóczków.

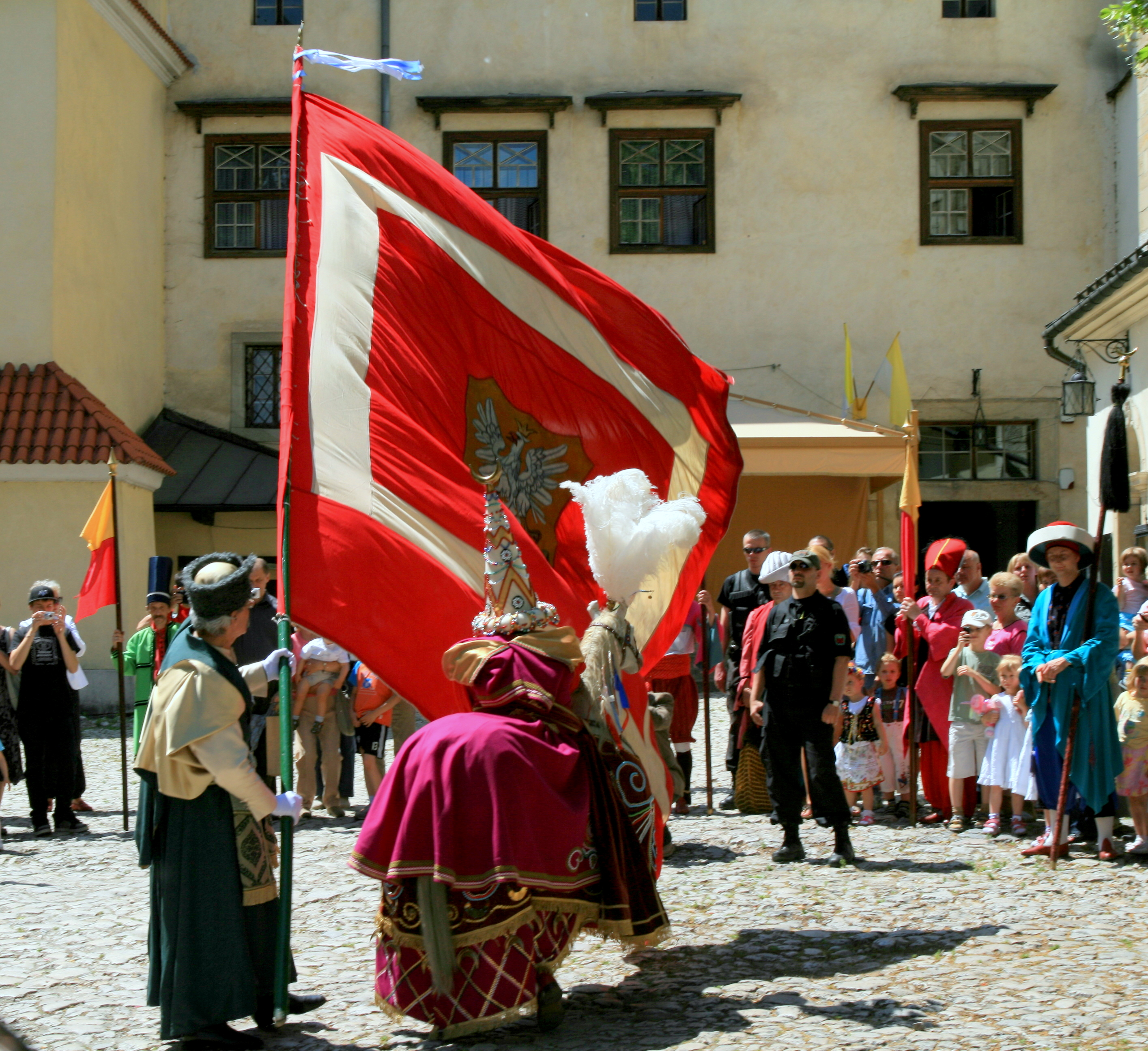
Lajkonik tańczący z chorągwią na dziedzińcu klasztoru sióstr norbertanek

Po opuszczeniu Wodociągów tatarzyn rusza w towarzystwie kapeli mlaskotów i asyście włóczków oraz licznie zgromadzonej zazwyczaj publiczności, ulicą Senatorską przez plac Na Stawach na Zwierzyniec do klasztoru sióstr norbertanek. Po drodze odwiedza sklepy i stragany na ulicy i na placu, pobierając haracze od kupców. Wizyta Lajkonika i uderzenie buławą ma przynieść szczęście, dlatego nie szczędzi ich także zgromadzonym gapiom. Po tańcu na placu Na Stawach barwny korowód podąża dalej, do klasztoru.
Po przekroczeniu mostu na Rudawie konik udaje się na dziedziniec klasztorny zwierzynieckich norbertanek, gdzie następuje pierwszy obrzędowy taniec ze sztandarem. Ksieni ss. norbertanek, a także proboszcz miejscowej parafii oglądają go z okna. Najważniejszym i najtrudniejszym momentem rytualnego tańca lajkonika, jest tzw. „zawijanie chorągwią”: podczas gdy chorąży zatacza sztandarem zamocowanym na sześciometrowym drzewcu koło, lajkonik biegnie za nim, próbując uderzyć buławą w orła widniejącego na chorągwi.
Po krótkim odpoczynku i gościnie u ksieni, lajkonik wraz z asystą rusza ulicami Tadeusza Kościuszki i Zwierzyniecką w kierunku krakowskiego Rynku. Pod siedzibą krakowskiej Filharmonii – na skrzyżowaniu ulic Zwierzynieckiej i Floriana Straszewskiego wykonuje drugi taniec z chorągwią. Następnie pochód idzie ulicą Franciszkańską, a potem Grodzką i wkracza na Rynek Główny, gdzie na estradzie pod Wieżą ratuszową lajkonik przyjmuje od ojców miasta haracz w wielkiej sakwie, wychyla wraz z Prezydentem Miasta Krakowa, dyrektorem Muzeum Historycznego Miasta Krakowa i dyrektorem Wodociągów puchar wina i w podzięce wykonuje trzeci rytualny taniec ze sztandarem zwany urbem salutare – pokłon miastu. Następnie orszak udaje się do restauracji Wierzynek. Godzinę później ponownie ukazuje się na Rynku i okrąża Sukiennice. Harce kończą się zwyczajową kolacją w restauracji „Hawełka”.

### Uczestnicy
W 1. połowie XX wieku za lajkonika przebierał się Jan Śladowski. Następnymi lajkonikami byli Karol Baran, Walenty Nalepa, Józef Bieda oraz Stanisław Andrasz (w latach 1931–1958). Po wojnie rola ta przypadała m.in. Zdzisławowi Dudzikowi i Janowi Saniternikowi. Następnie, w latach 1977–1980, funkcję pełnił Wojciech Gilowski, a po nim Stanisław Budkowski i Jan Jelonek. W rolę lajkonika od 1988 roku wciela się Zbigniew Glonek. Jest on, podobnie jak duża część członków orszaku, pracownikiem Miejskiego Przedsiębiorstwa Wodociągów i Kanalizacji.
Kapelę „Mlaskoty” (flet, trąbka, klarnet, akordeon, bęben, bas i para skrzypiec) tworzą ludowi muzycy w większości pochodzący z Woli Justowskiej. Wieloletni kierownik i opiekun kapeli – Albin Mazur przejął funkcję od swojego ojca – Stanisława Mazura i sprawował ją nieprzerwanie od roku 1936 do 2007 roku. Obecnie kapelą kieruje jego syn – Andrzej Mazur. Główna melodia grana przez Mlaskotów utrzymana jest w rytmie marsza; jest śpiewana do słów wiersza Ewy Szelburg-Zarembiny:
Ten lajkonik, nasz lajkonik
po Krakowie zawsze goni
Lajkoniku laj laj
poprzez cały kraj (2x)
Autorstwo melodii nie jest pewne: według jednych skomponował ją około 1820 roku wodewilista i dyrygent krakowskiej orkiestry teatralnej Józef Wygrzywalski, według innych kompozytor i dyrygent Franciszek Mirecki. Marsz ten jest bardzo podobny do pierwszej części Marsza Sobieskiego roku granego przez Polaków wracających z „odsieczy wiedeńskiej” w 1683 roku.

### Strój
W latach 1903–1904 wykonano według projektu Stanisława Wyspiańskiego nowy strój dla lajkonika. W 1903 Wyspiański zaprojektował nakrycie głowy, a w 1904 resztę stroju i uzbrojenie Lajkonika. Pod jego nadzorem rzemieślnik Antoni Bąkowski wykonał sajdan, jatagan i kołczan.

Wyspiański zastosował jedną tonację całości, ogniście czerwoną, o wyraźnie zróżnicowanych odcieniach. Jasne pozostawił tylko nakrycie głowy, kontrastujące z poczernioną twarzą i kruczą brodą jeźdźca, oraz odsłonięty przód konika zwieńczonego białym pióropuszem. Lajkonik przystrojony został w różowy kaftan i amarantowy kontusz z żółtą podszewką widoczną poprzez wywinięcie wyłogów rękawów spiętych na plecach, z aksamitnym czerwonym pasem związanym na bok. Wyspiański, wykorzystując staropolskie elementy stroju, zachował zatem wschodni krój szat, w jakich Lajkonik występował w poprzednim stuleciu.

W tej kreacji występował on aż do roku 2015. Kostium, oparty na projekcie Wyspiańskiego, składa się z wysokiego, wzorzystego i bogato zdobionego turbana zwieńczonego półksiężycem i wysadzanego szklanymi koralikami oraz koralami. Kolejne elementy to: turecki kaftan z karminowego płótna, o szerokich rękawach i zapinany na haftki, okazały czerwony kontusz o kroju długiej zapinanej sukni, oraz obszyty złotymi nićmi i frędzlami pas w kolorze purpury. U boku Tatarzyna zwisa jatagan – krótka turecka szabla o zakrzywionej klindze i ozdobnej rękojeści. W ręku zaś dzierży lajkonik drewnianą buławę. Grzbiet konika okryty jest bordowym czaprakiem – ozdobną kapą o wschodnich motywach, zapinaną na guzy i wyszywaną tysiącem pereł i korali w artystyczny ornament nawiązujący do perskich kobierców. U jej dołu zwisają metalowe dzwoneczki i półksiężyce. Z kolei szyję konika okrywa ozdobny napierśnik z trzema złotymi krążkami, a nad głową sterczy pióropusz z białych strusich piór. Jeździec nosi wysokie buty z cholewami z czerwonej skóry.
Od lat 50. XX wieku do roku 1996 członkowie orszaku nosili stroje według projektu Witolda Chomicza, od 1997 orszak występował w strojach zaprojektowanych przez Krystynę Zachwatowicz. W latach 2015–2017 nowe kostiumy dla niektórych członków pochodu wykonane zostały według projektu Piotra Łańcuckiego.

## Inne „lajkoniki”

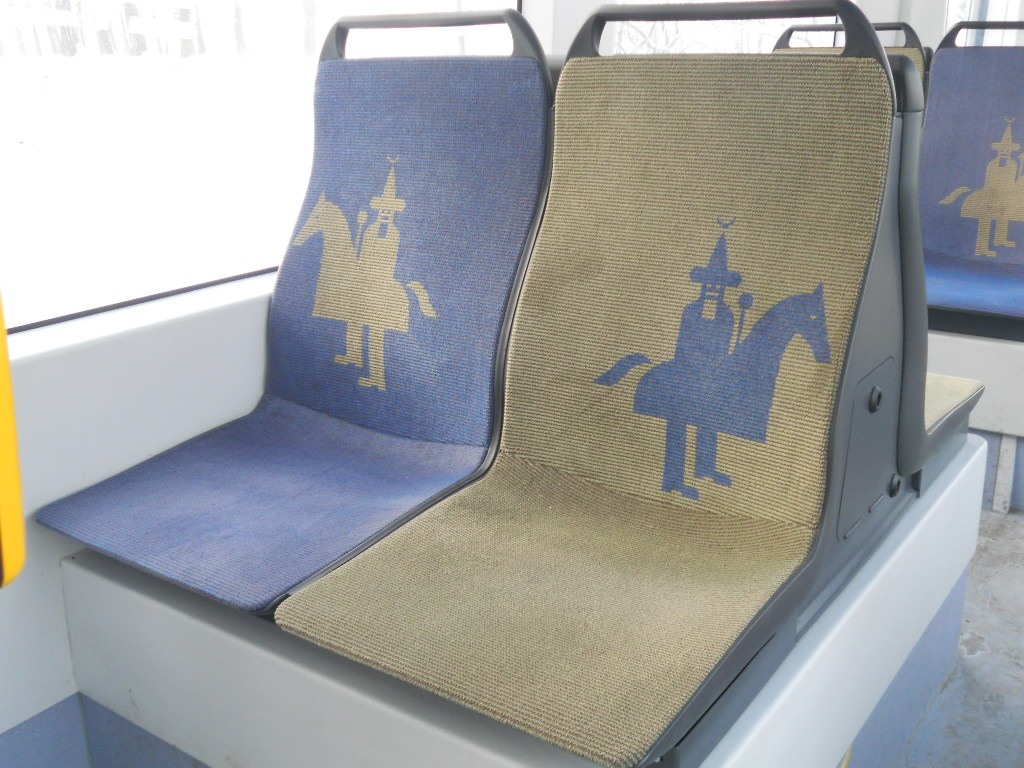
Siedzenia z motywem Lajkonika w krakowskim tramwaju Bombardier NGT8

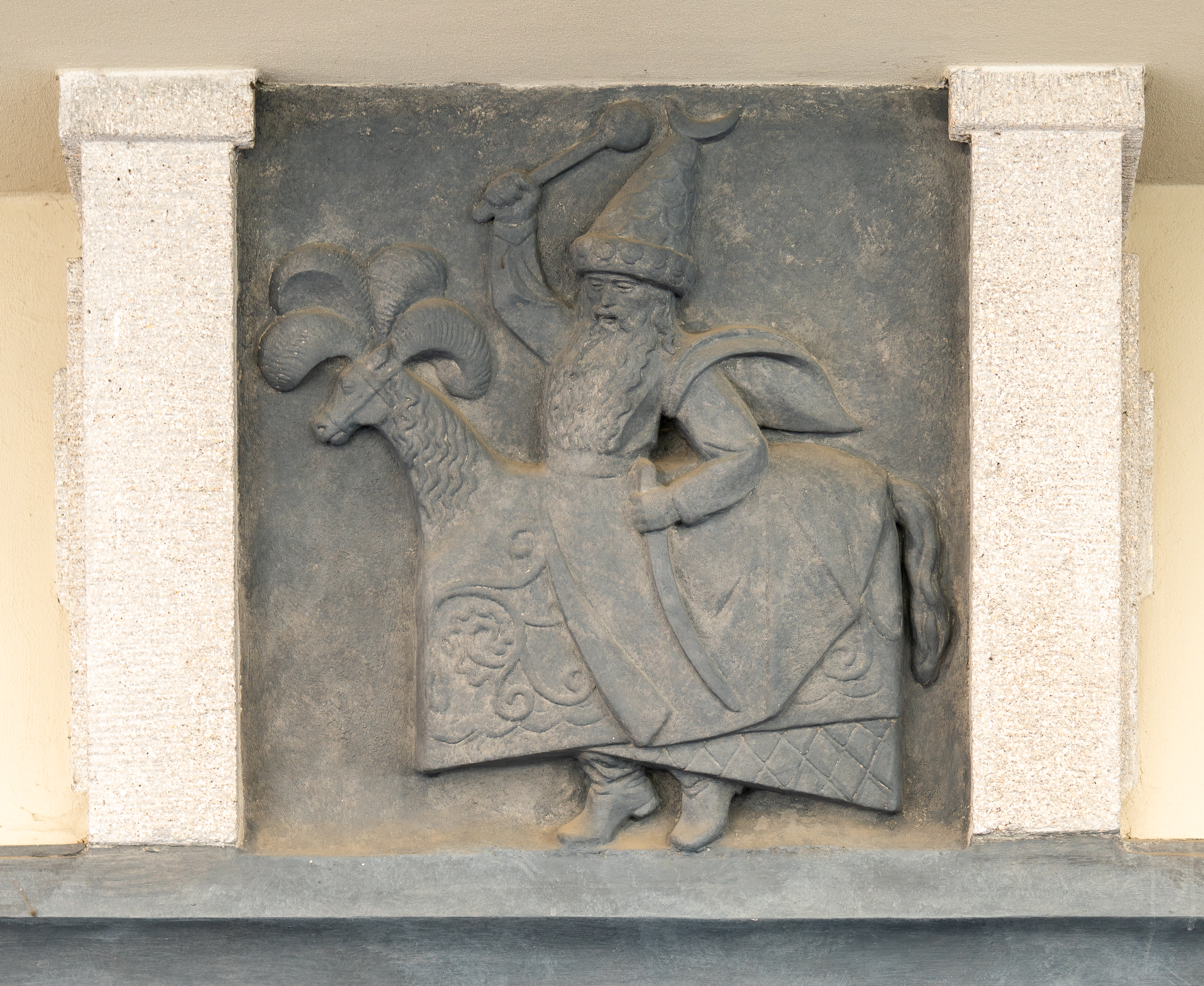
Godło kamienicy, ul. Lea 34

Lajkonik jest jednym z nieoficjalnych symboli Krakowa. Wykorzystują go w swojej nazwie biura podróży i zespoły artystyczne, a w przeszłości również pociąg relacji Kraków – Warszawa – Gdynia. Ponadto lajkoniki można spotkać na obiciach siedzeń w krakowskich pojazdach komunikacji miejskiej. Nazwę „Lajkonik” noszą też tramwaje niskopodłogowe z rodziny Stadler Tango wyprodukowane dla Krakowa przez firmę Stadler. Tradycję wykorzystuje też firma Lajkonik Snacks sp. z o.o. ze Skawiny, która produkuje paluszki i inne suche przekąski. Lajkonik nazywa się też firma przewozowa z Widomej obsługująca trasy: Kraków-Oświęcim, Kraków-Cieszyn przez Tychy, Bielsko-Biała oraz Kraków - Wisła.
W Krakowie można spotkać innych brodatych jeźdźców nieco podobnych do lajkonika; jeden z nich występuje jako maskotka na stadionie Cracovii, inny pojawia się na rynku w trakcie zabawy sylwestrowej. Odziani są oni w stroje inspirowane projektem Stanisława Wyspiańskiego.
W Dzielnicy VII Zwierzyniec w Krakowie w pobliżu mostu Dębnickiego znajduje się skwer Konika Zwierzynieckiego.
Na fasadzie kamienicy z 1930 roku, przy ul. Juliusza Lea 34 (wpisanej do gminnej ewidencji zabytków) znajduje się godło Lajkonik.

## Pochód Lajkonika w 2019 roku

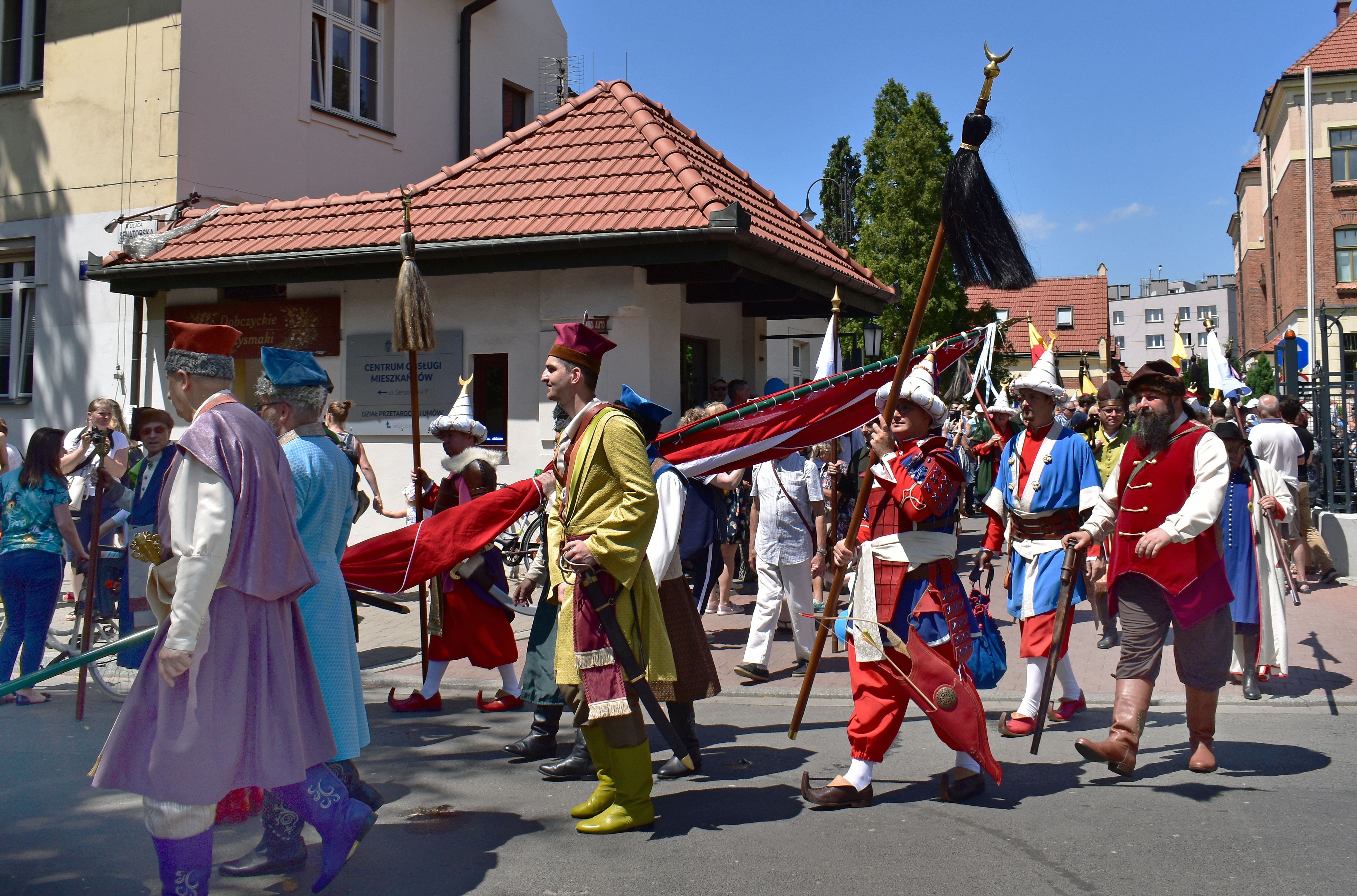
Wodociągi Krakowskie, rozpoczęcie pochodu
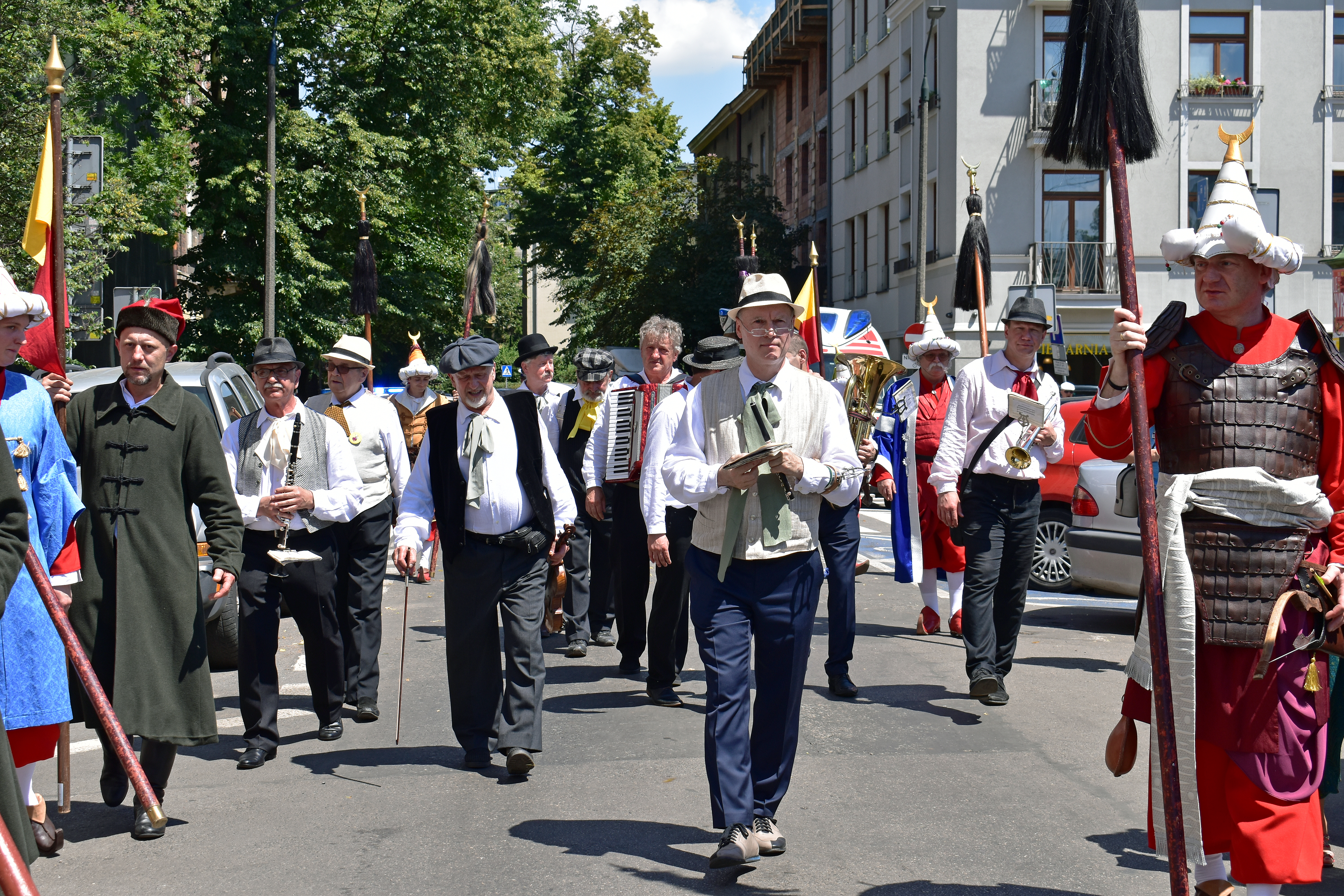
Orszak Lajkonika, mlaskoty i włóczkowie
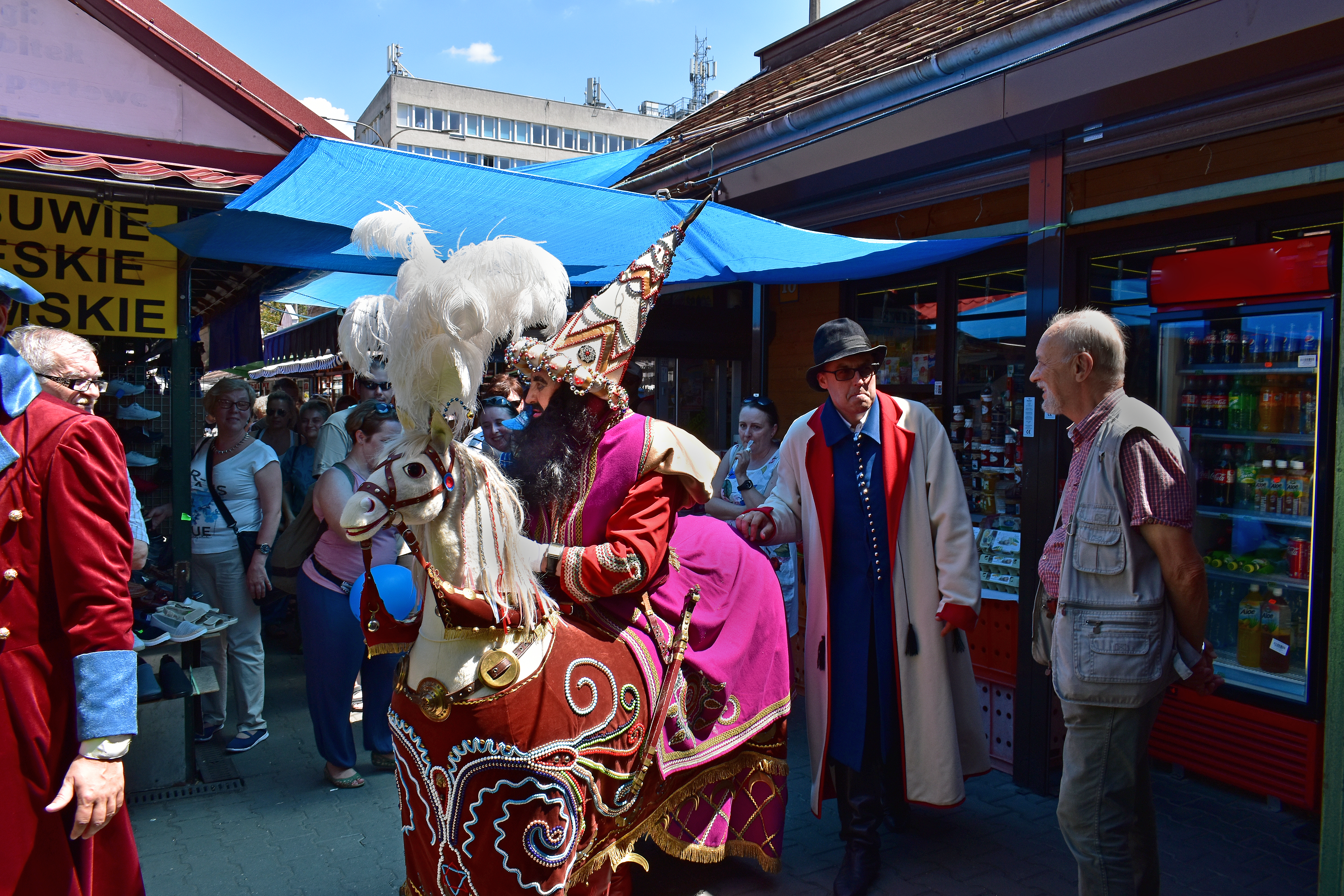
Plac Na Stawach
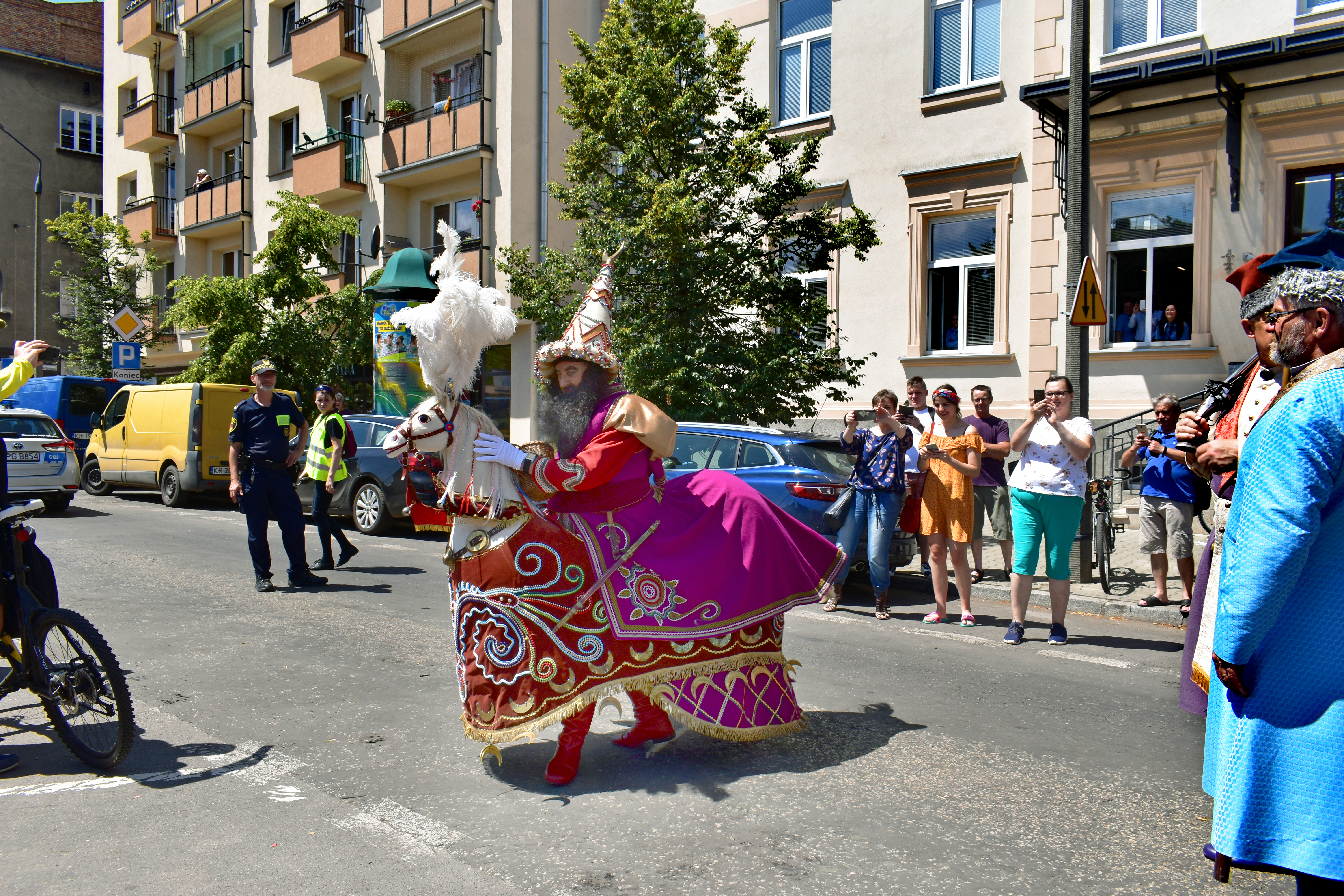
Taniec na pl. Na Stawach
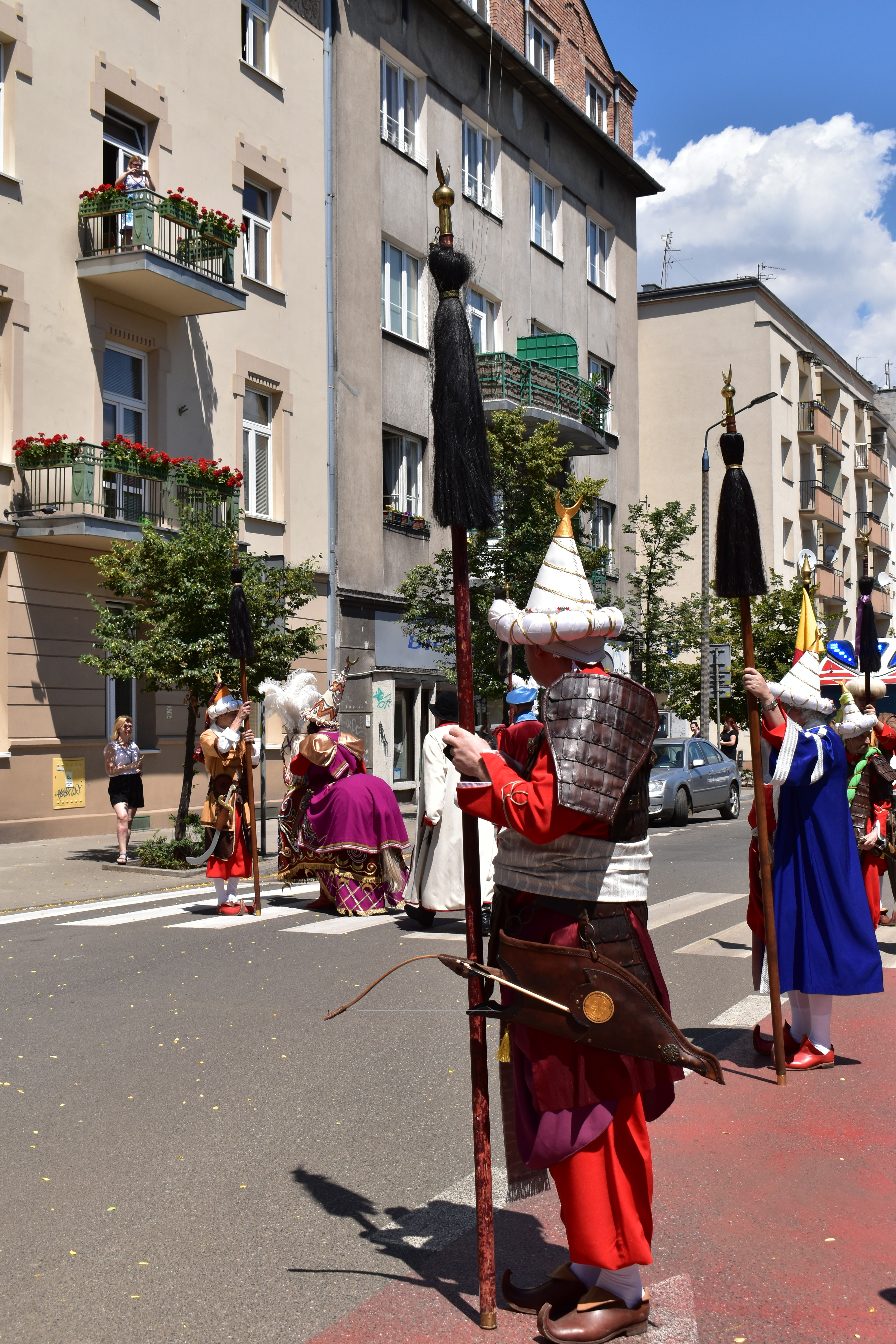
Włóczkowie
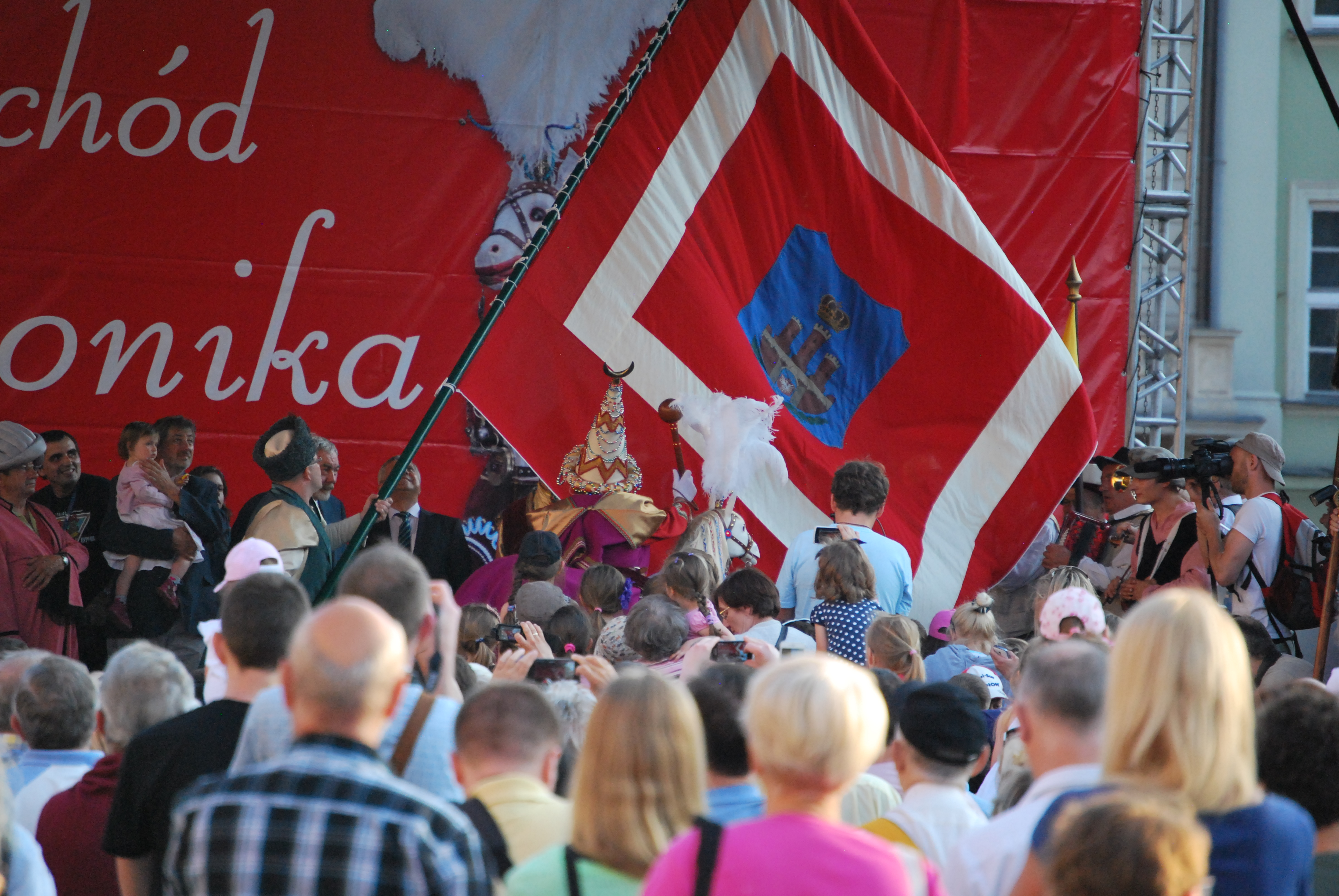
Rynek Główny i urbem salutare

## Pochód Lajkonika w 2020 roku
Po raz pierwszy od 1947 roku pochód Lajkonika nie odbył się z powodu pandemii koronawirusa.

## Pochód Lajkonika w 2021 roku
Ze względu na pandemię impreza odbyła się w zmienionej formie. Lajkonik po pobycie u ss. norbertanek i krótkim pochodzie ulicami: Tadeusza Kościuszki oraz Flisacką wsiadł przy bulwarze Rodła, wraz ze swoją świtą na galary i popłynął w kierunku centrum Krakowa na bulwar Kurlandzki, w okolice kładki o. Laetusa Bernatka i tam otrzymał coroczny haracz od władz Miasta.

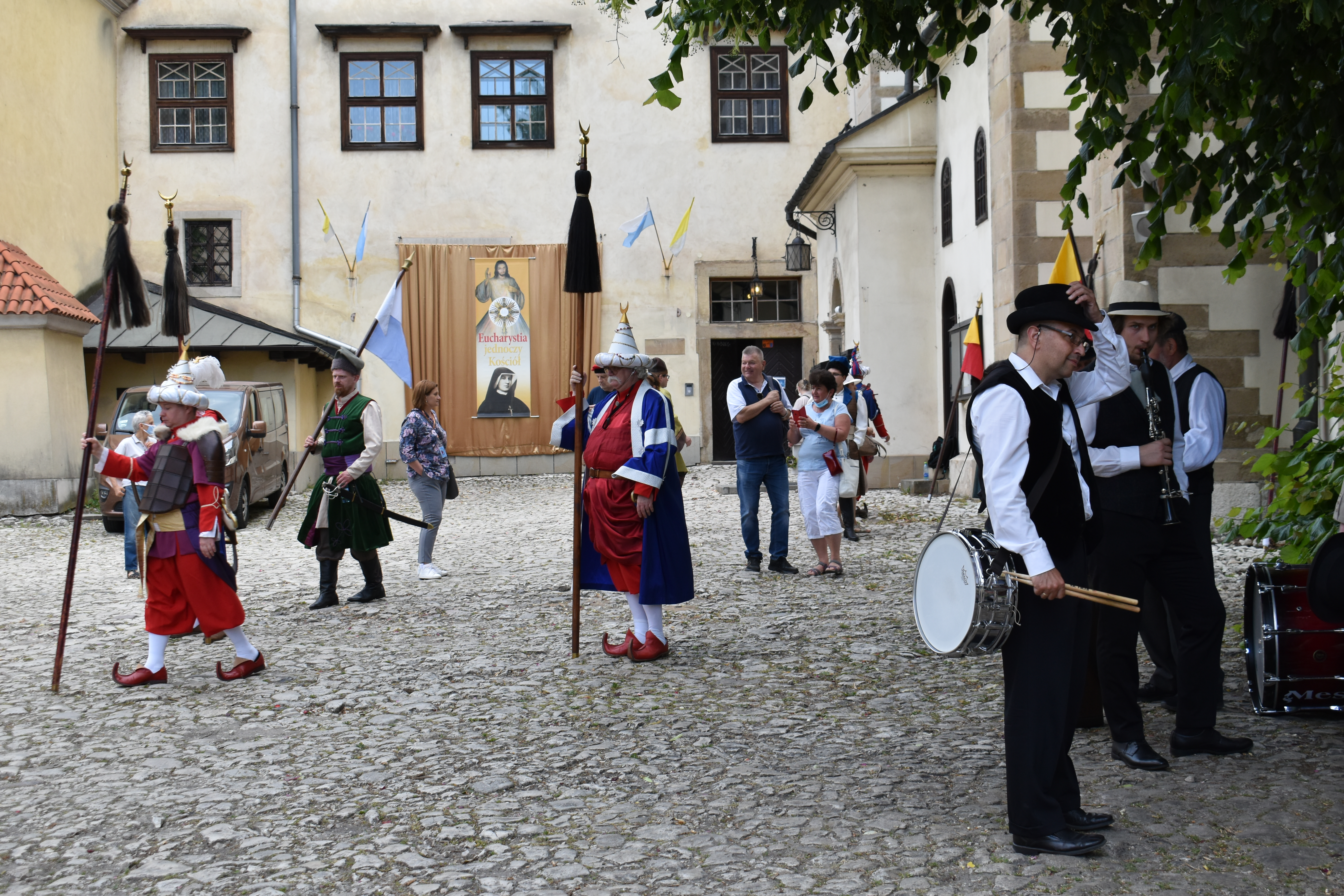
Dziedziniec klasztoru ss. norbertanek. W oczekiwaniu na Lajkonika, włóczkowie i mlaskoty.
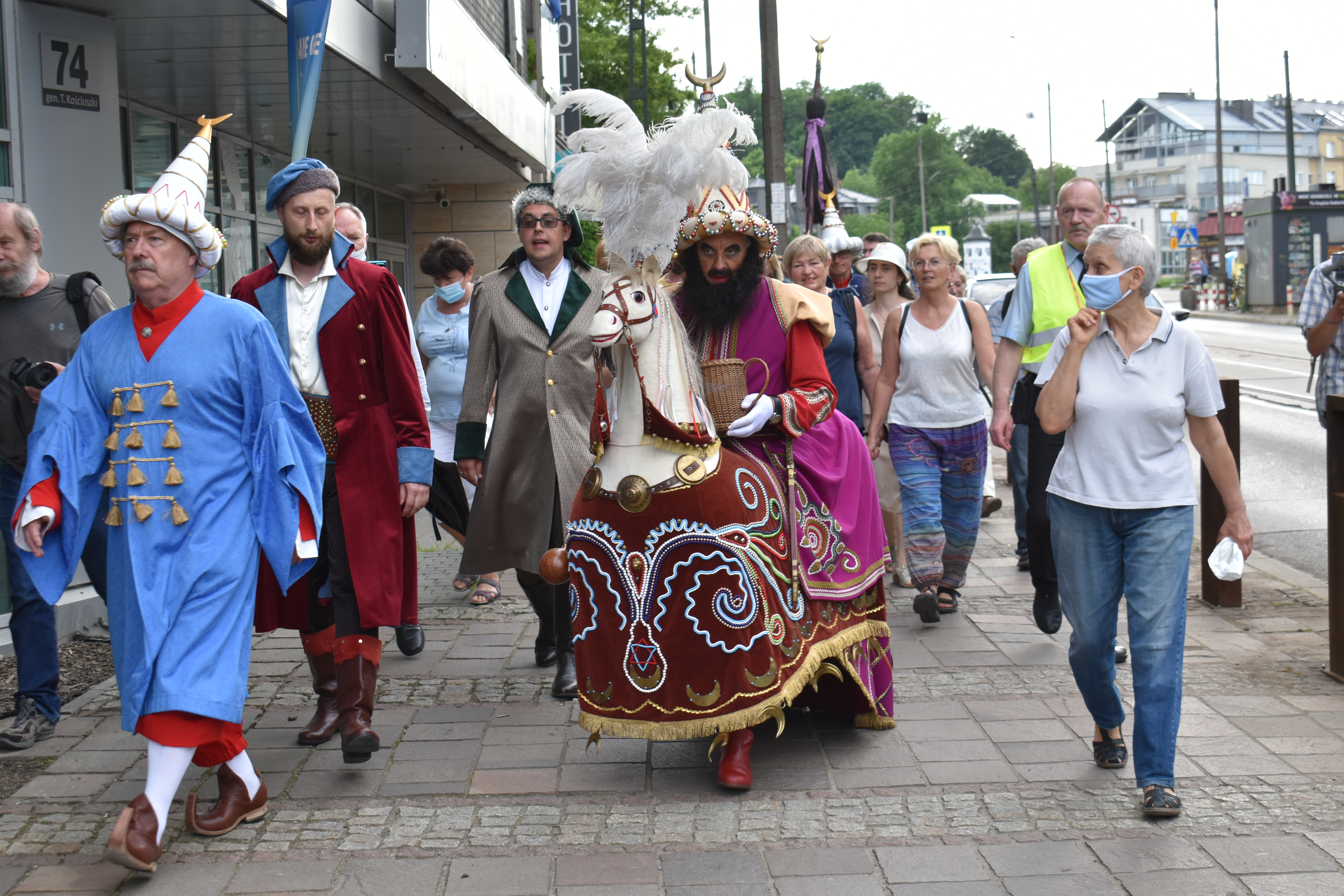
Na ul. Kościuszki.
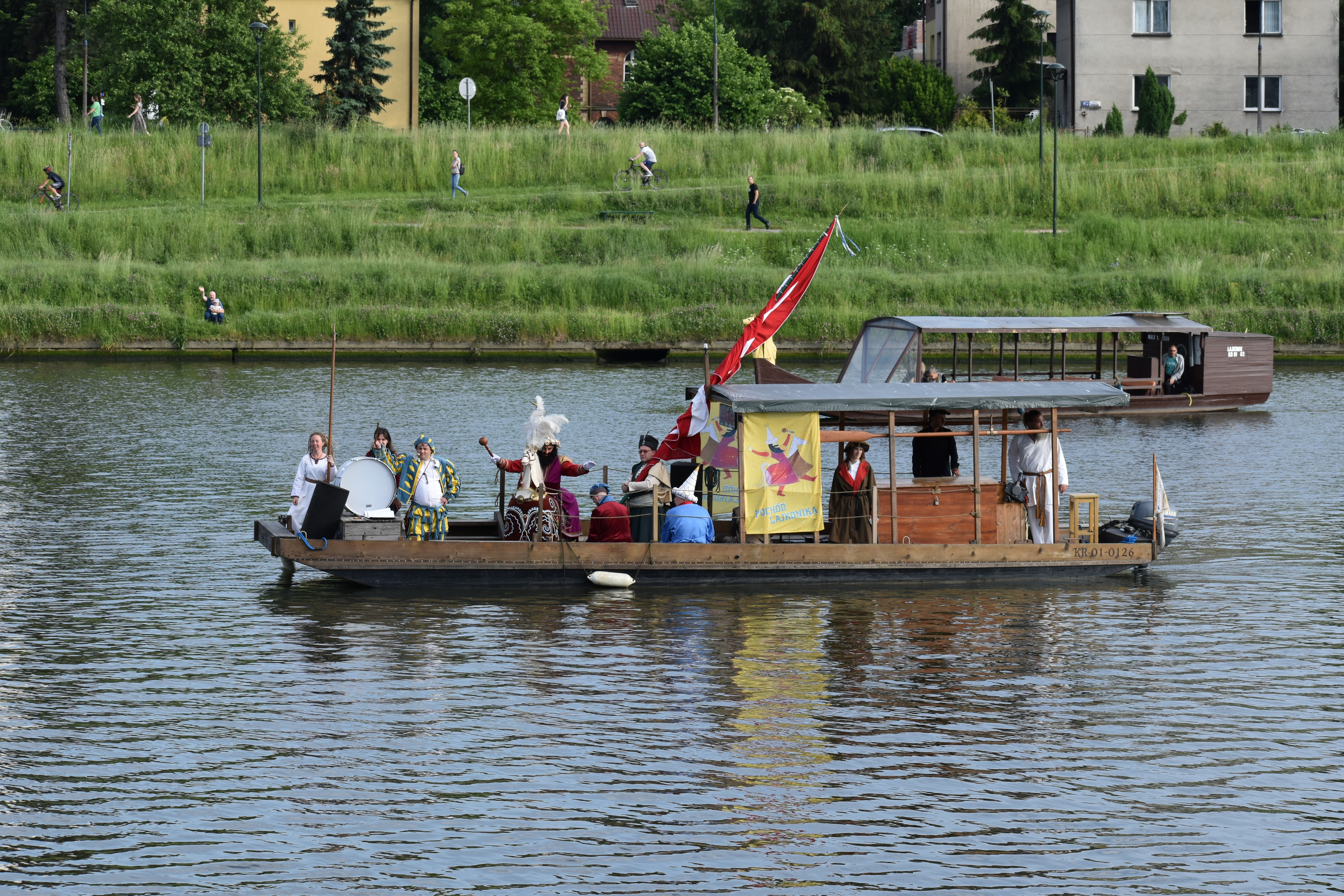
Pozdrawianie mieszkańców miasta.
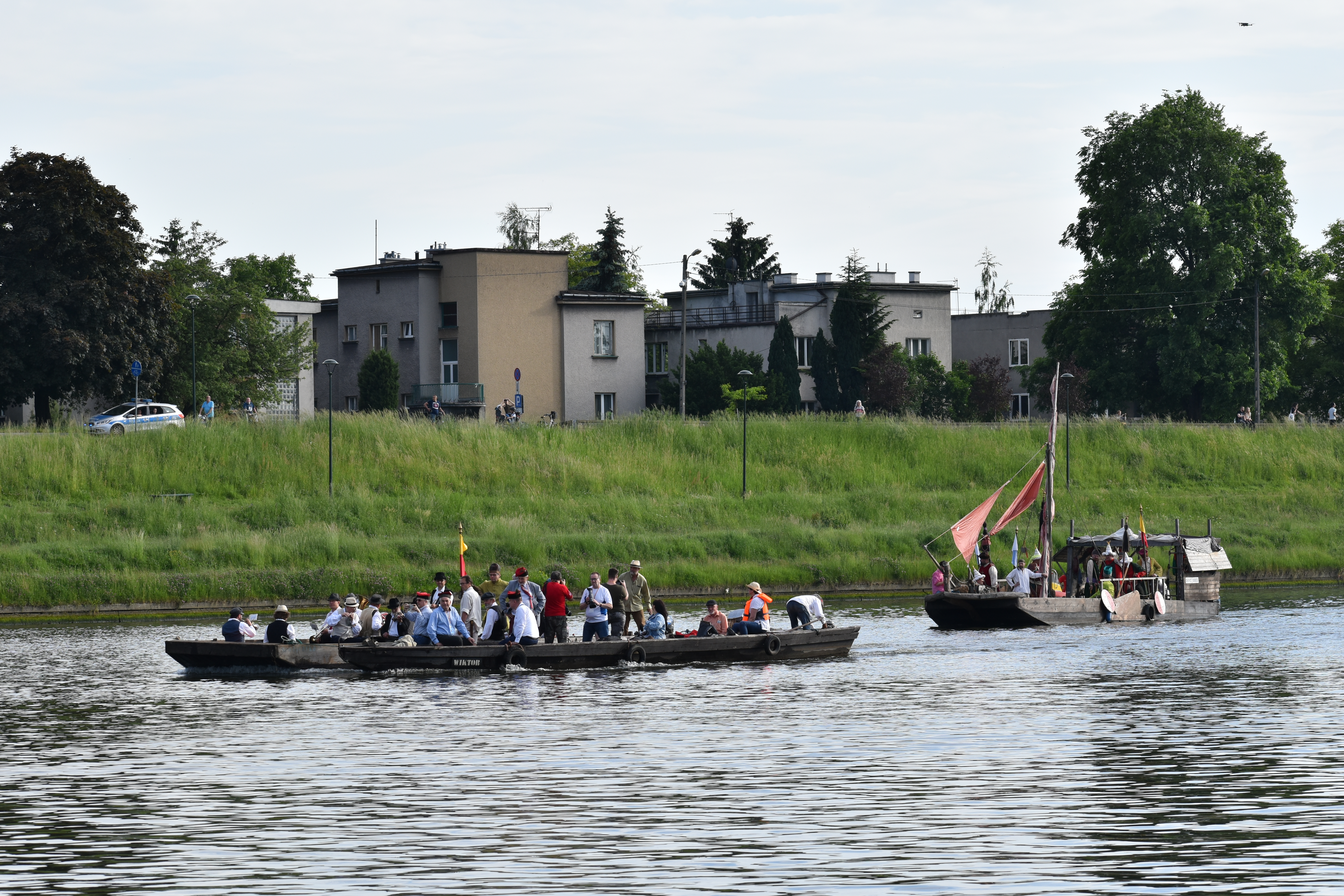
Świta Lajkonika.
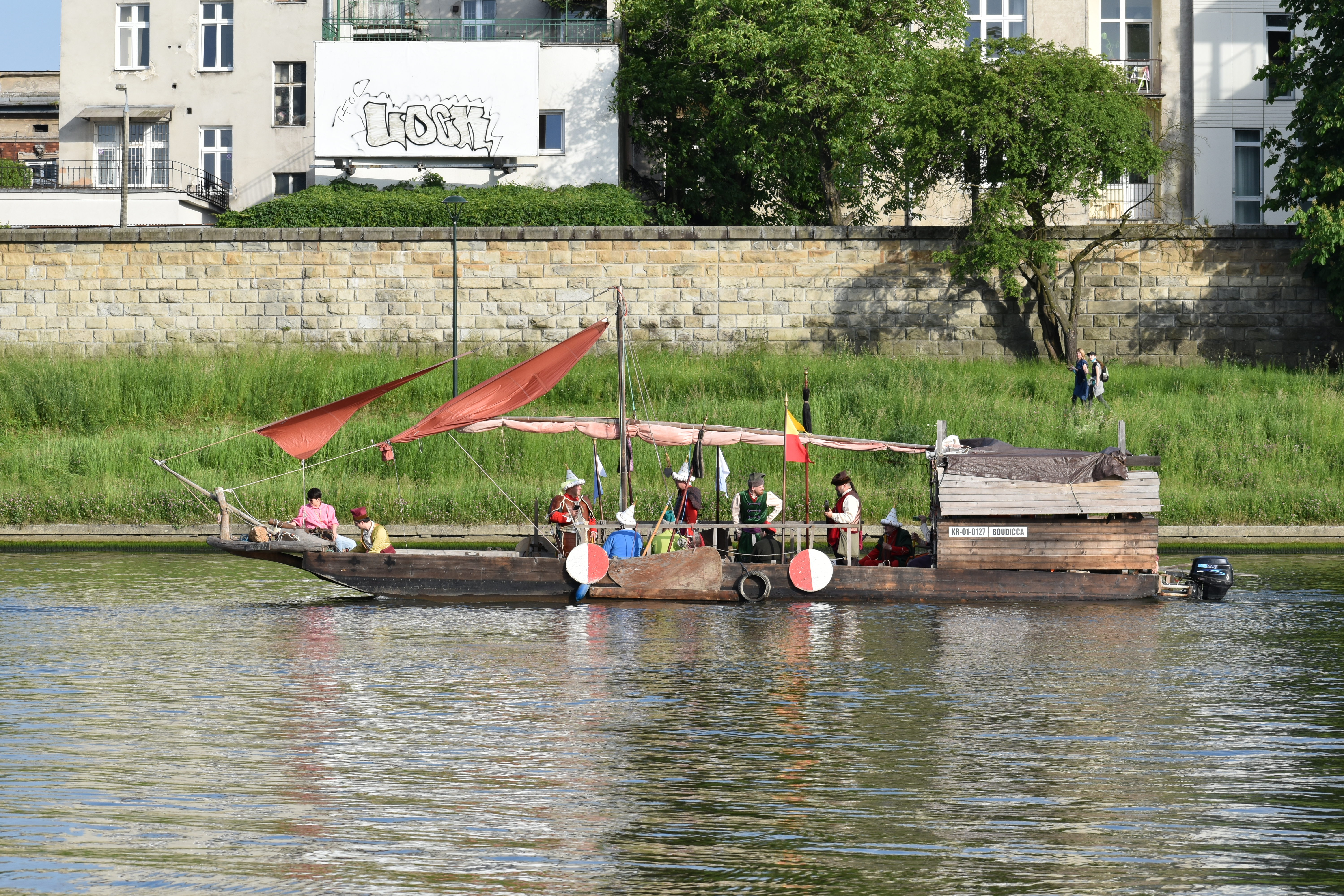
Zamykają konwój flisacy, włóczkowie.